# کیریل فسایون
کیریل فسایون (اوکراینی: Кіріл Вадимович Фесюн؛ زادهٔ ۷ اوت ۲۰۰۲) بازیکن فوتبال است.
وی همچنین در تیم ملی فوتبال زیر ۲۱ سال اوکراین بازی کرده‌است.